# Моча-Вільярріка (розломна зона)

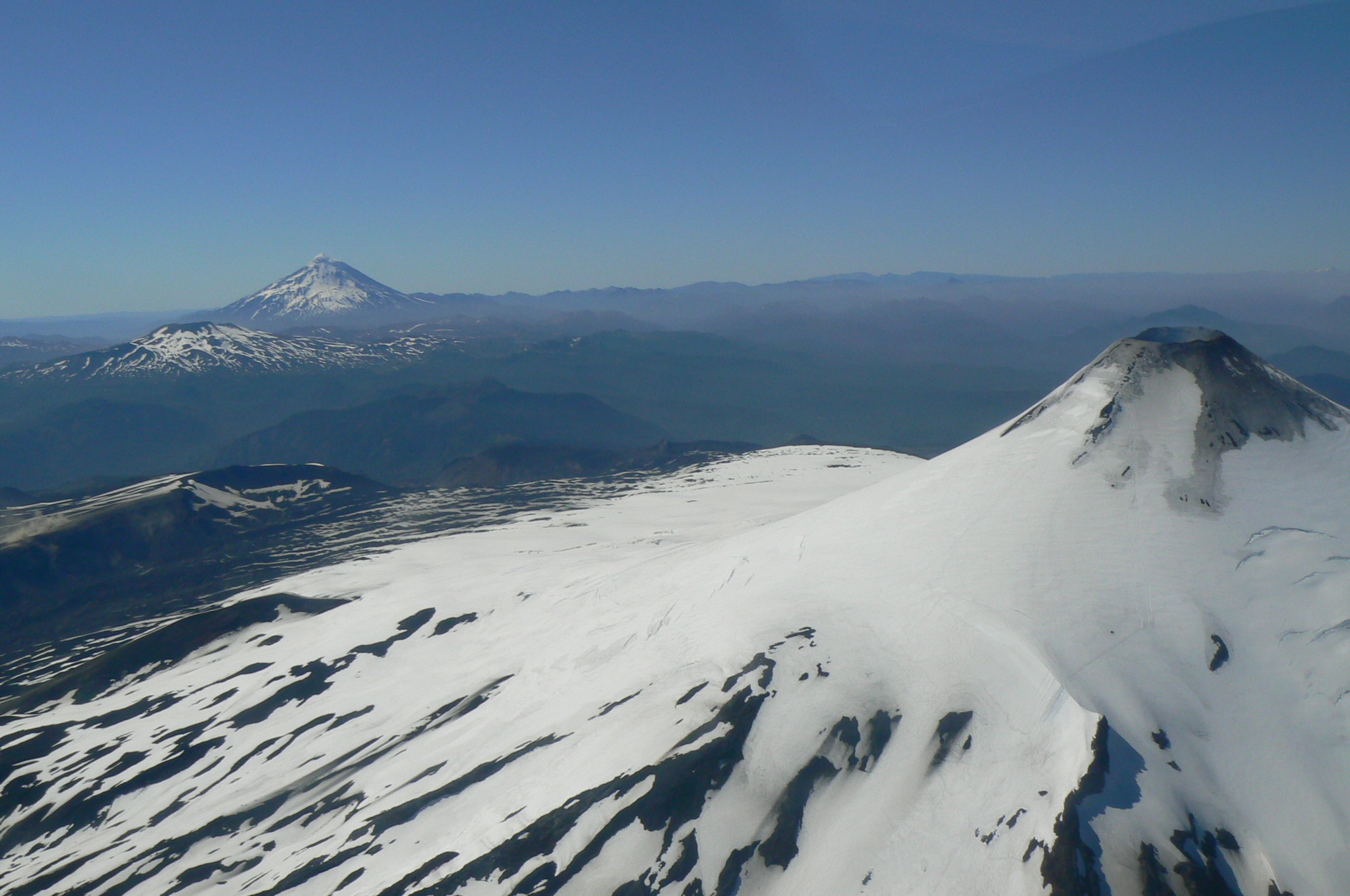
Вид з висоти пташиного польоту вулканічної лінії Вільярріка (найближча), Кетрупільян і Ланін (найдальша).

Розломна зона Мо́ча-Вільяррі́ка (ісп. Mocha-Villarrica) — зона геологічного розлому північно-західного напрямку на півдні Чилі та Аргентини.
Зона розлому проходить від острова Моча в Тихому океані до Анд, де вона прилягає до вулканів Вільярріка, Кетрупільян і Ланін. Це одна з кількох зон розломів, які перетинають розлом Лікіньє-Офкі з півночі на південь.